# لوكاس بلتران
لوكاس بلتران (بالإسبانية: Lucas Beltrán)‏ هو لاعب كرة قدم أرجنتيني في مركز الهجوم، ولد في 23 يونيو 2001 في بوينس آيرس في الأرجنتين. لعب مع ريفر بليت.

## وصلات خارجية
- لوكاس بلتران على موقع الاتحاد الأوربي (الإنجليزية)
- لوكاس بلتران على موقع قاعدة بيانات كرة القدم.إي يو (الإنجليزية)
- لوكاس بلتران على موقع Soccerway.com (الإنجليزية)
- لوكاس بلتران على موقع اللجنة الأولمبية الدولية (الإنجليزية)